# Пак Сон Чхоль
Пак Сон Чхоль (кор. 박성철, 朴成哲, Bak Seong-cheol, Pak Sŏngch'ŏl; 2 вересня 1913 — 28 жовтня 2008) — північнокорейський партійний діяч, третій голова уряду КНДР.

## Біографія
Був представником так званого «першого покоління корейських революціонерів». Від 1936 року брав участь у партизанському русі проти японського колоніального уряду, був соратником Кім Ір Сена. Під час Корейської війни командував 15-м дивізіоном Корейської народної армії у званні генерал-лейтенанта, керував Розвідувальним управлінням Вищого командування Корейської народної армії.
Після війни перейшов на дипломатичну роботу: від 1954 до 1956 року був послом КНДР у Болгарії, 1956 завідував міжнародним відділом ЦК Трудової партії Кореї, від 1956 до 1959 року обіймав посаду заступника міністра закордонних справ. У 1959—1970 роках очолював зовнішньополітичне міністерство. Був одним з перших членів Комітету з мирного возз'єднання Батьківщини (від травня 1961). У 1972—1976 роках був заступником голови Адміністративної ради КНДР. На тій посаді у грудні 1972 року відвідав південнокорейську столицю Сеул, де зустрівся з президентом Пак Чон Хі.
В 1976—1977 роках Пак Сон Чхоль був головою уряду. Від 1977 до 1998 року — віцепрезидент КНДР, від 1998 — почесний заступник голови Президії Верховних народних зборів.
Член ЦК ТПК (від 1961), обирався членом Політбюро ЦК ТПК (від 1964), неодноразово обирався депутатом Верховних народних зборів КНДР.
Помер у 2008 році